# Marco Scurria
Marco Scurria (Roma, 18 maggio 1967) è un politico italiano, già deputato europeo per Il Popolo della Libertà prima e per Fratelli d'Italia poi. Segretario della 4ª Commissione Politiche dell’Ue del Senato, nonché componente della delegazione del Consiglio d’Europa. Dall’aprile del 2023 è, inoltre, Presidente del Gruppo di amicizia Unione parlamentare Italia-Azerbaigian. Dal 31 maggio 2023 è Presidente del Transatlantic Friends of Israel, (TFI). 

## Origini e formazione
Nato da padre siciliano e madre toscana, ha una sorella, sposato. Laureato in Scienze politiche all'Università di Roma "La Sapienza". Sotto la sua guida, nel 1995, le liste di destra vincono per la prima volta dopo il '68 le elezioni studentesche negli atenei romani. Fino al 1996 è dirigente nazionale del Fronte della Gioventù (MSI), mentre nel 2000 diventa vicepresidente nazionale di Azione Giovani. È stato inoltre membro dell'Assemblea nazionale di Alleanza Nazionale.

## Carriera politica
Si è avvicinato alla politica fin da giovane aderendo al MSI, nel 1994. Durante la sua guida, nel 1995, le liste di destra vincono per la prima volta le elezioni universitarie negli atenei romani, dopo il ‘68. L’anno dopo è diventato dirigente nazionale del Fronte della Gioventù del MSI poi confluito, in parte, in Alleanza Nazionale, di cui Scurria è stato membro dell’assemblea nazionale. Nel 2000 è diventato vicepresidente nazionale di Azione Giovani. La sua carriera politica è iniziata nel 2009, con la candidatura e la successiva elezione al Parlamento europeo, in quota Popolo della Libertà. Durante il suo mandato da eurodeputato è stato membro della Commissione per lo Sviluppo regionale, della Delegazione per le relazioni con i Paesi del Mashreq (tra cui l’Israele), nonché della Delegazione per le relazioni con l’Iran ed è stato, inoltre, membro dell'Assemblea parlamentare per l’Unione del Mediterraneo. Nel 2012 ha aderito a Fratelli D'Italia. Alle elezioni anticipate del settembre 2022, candidato al collegio plurinominale Lazio 01, è risultato eletto senatore della XIX Legislatura. È Segretario della Commissione Politiche dell’Ue, membro della Delegazione italiana del Consiglio d’Europa. Da aprile 2023 presiede il Gruppo di amicizia Unione parlamentare Italia-Azerbaigian. Da maggio 2023 ricopre la carica di presidente del TFI - Transatlantic Friends of Israel. Segue con attenzione le vicende di Israele e di Gaza e il 5 Agosto 2025 durante un dibattito con una rappresentante delle Nazioni Unite ha sostenuto che nel massacro del 7 Ottobre 2023 compiuto da Hamas, bambini israeliani sono stati uccisi mettendoli nei forni a microonde e promettendo le dimissioni nel caso non fornisse le prove di quanto affermato. 
Nonostante non abbia successivamente fornito tali prove, non si è dimesso.
Si occupa inoltre di tematiche di ampio respiro internazionale, legate alle politiche dell’Unione europee. Molto vicino alla comunità iraniana, durante i recenti scontri in Iran, ha promosso momenti di dialogo e confronto sulle repressioni subite in particolare dalle donne iraniane. Tratta inoltre, temi legati all’energia.